# San Pedro Juchatengo
San Pedro Juchatengo è un comune del Messico, situato nello stato di Oaxaca.